# AGM-45 Shrike
AGM-45 «Shrike» («Shrike» перекладається як «сорокопуд») — американська протирадіолокаційна ракета. Це перша у світі протирадіолокаційна ракета, прийнята на озброєння. Розроблена інженерами ВМС США в 1963 році. За основу (головка наведення та корпус ракети) взято ракету AIM-7 «Sparrow» «Сперроу». В США замінена ракетами AGM-78 Standard ARM та AGM-88 HARM і знята з озброєння в 1992 році.

## Історія
Розробка почалася в 1958 році в епоху холодної війни для протидії радянським ЗРК, в першу чергу С-75.
Вперше була застосована ВМС США під час Війни у В'єтнамі в 1965 році з борту Douglas A-4 Skyhawk. ВПС США взяли ракету на озброєння наступного року, використовуючи її на літаках F-105F, F-4 Phantom II та інших.

## Бойове застосування
Використовувалась США під час Війни у В'єтнамі, Ізраїлем під час Війни Судного дня та Великобританією в Фолклендській війні.
Основною задачею при застосуванні було враження стаціонарних і мобільних РЛС зенітних ракетних комплексів. Звичним способом застосуванням ракети був її запуск по балістичній траєкторії в район передбачуваного розташування РЛС противника. Після проходження піка траєкторії ракета активувала свою головку самонаведення і починала шукати випромінювання від увімкненої РЛС противника. Застосування ракети вимагало точного прицілювання і запуску її майже точно в напрямку радара через відчутний недолік — невеликий кут сканування ГСН. Іншим недоліком «Шрайка» була наявність порівняно примітивної пасивної радіолокаційної головки, розрахованої на виявлення цілей лише в вузькому діапазоні частот. Щоб компенсувати цей недолік, було розроблено кілька модифікацій ракети з різними ГСН, побудованими на різних частотах. Пізніші модифікації «Шрайка» мали ГСН, здатну автоматично налаштуватися на потрібну частоту сканування, і використовували не лише бойові заряди, а і сигнальні, з білим фосфором, щоб надати цілевказання на розташування РЛС супротивника.
Хоча ракета була першим і порівняно ефективним протирадіолокаційним засобом, застосованим на полі бою, вона виявилася занадто чутливою до простих заходів протидії — вимкнення радара, перемикання його на еквівалент-приманку чи зміни частоти РЛС. У підсумку всі названі недоліки привели до розробки більш досконалих систем, позбавлених цих недоліків, спочатку AGM-78 Standard ARM, а потім AGM-88 HARM.